# Veronica bachofenii
Veronica bachofenii är en grobladsväxtart som beskrevs av Heuffel. Veronica bachofenii ingår i släktet veronikor, och familjen grobladsväxter. Inga underarter finns listade i Catalogue of Life.